# Robby Krieger
Robby Krieger (* jako Robert Alan Krieger 8. ledna 1946) je americký kytarista a hudební skladatel. Jako kytarista účinkoval v The Doors a napsal několik jejich nejznámějších skladeb jako např. "Light My Fire", "Love Me Two Times", "Touch Me" a "Love Her Madly".
V žebříčku 100 greatest guitarists of all time časopisu Rolling Stone' se umístil na 91. místě.
Po rozpuštění The Doors v roce 1973 založil s bubeníkem Densmorem skupinu The Butts Band. Také hrál jako jazzový kytarista; v 70. a 80. letech se svou kapelou The Robby Krieger Band nahrál hrstku alb. V roce 2001 spolu s Rayem Manzarekem založili skupinu The Doors of the 21st Century. John Densmore a Morrisonova rodina je poté obvinili z používání značky The Doors, proto kapela změnila název na Riders on the Storm a v roce 2008 opět přejmenovala na Ray Manzarek and Robby Krieger of the Doors.